# دان اسکات (ورزشکار)
دان اسکات (انگلیسی: Don Scott; ۲۳ ژوئیهٔ ۱۹۲۸ – ۱۳ فوریهٔ ۲۰۱۳) ورزشکار بوکس اهل بریتانیا بود.
وی در مسابقات کشوری و بین‌المللی در مجموع برندهٔ ۱ مدال طلا، ۱ مدال نقره شده‌است.